# Loxosceles speluncarum
Espèce
Loxosceles speluncarum est une espèce d'araignées aranéomorphes de la famille des Sicariidae.

## Distribution
Cette espèce est endémique du Gauteng en Afrique du Sud,. Elle se rencontre dans des grottes vers Pretoria.

## Publication originale
- Simon, 1893 : Histoire naturelle des araignées. Paris, vol. 1, p. 257-488 (texte intégral).